# Sotero Peñuela
Sotero Peñuela Quintero (Soatá, 21 de abril de 1864 - Bogotá, 27 de octubre de 1942) fue un ingeniero, militar y político colombiano, que se desempeñó como Ministro de Obras Públicas de ese país.

## Biografía
Nació en Soatá, al norte del entonces Estado Soberano de Boyacá, en abril de 1864. Su hermano gemelo fue Cayo Leónidas Peñuela, canónigo en Tunja. Primero estudió en el Colegio de Boyacá, y luego ingresó a la Universidad de Antioquia, de donde se graduó como ingeniero de minas en 1894.
Comenzó su carrera política combatiendo en la guerra civil de 1884-1885, del lado del Partido Conservador. En la guerra civil de 1895 alcanzó el grado de Capitán y en la Guerra de los Mil Días alcanzó el grado de General de Brigada, siendo herido en la Batalla de Palonegro mientras estaba al mando de un batallón y a órdenes del General Próspero Pinzón.
Tras el final de la guerra, fue recompensado con el cargo de Secretario de Hacienda del Departamento de Boyacá, antes de pasar a ser Secretario de Instrucción Pública y Jefe Civil y Militar del Norte de Boyacá. Más adelante pasó a ser Concejal de Tunja (Corporación de la cual llegó a ser presidente) y miembro de la Asamblea Departamental de Boyacá, destacándose como opositor al gobierno del presidente Rafael Reyes Prieto, quien ordenó su arresto en Mocoa en 1907.
Caído el Gobierno de Reyes, se desempeñó como Representante a la Cámara por Boyacá, destacándose en el Congreso por su agitación política e incendiarias intervenciones durante la Hegemonía Conservadora. En el Congreso presentó múltiples proyectos de ley para restaurar la pena de muerte en Colombia, al considerarla como una medida disuasoria contra el aumento de la criminalidad, además de arengar permanentemente contra el Partido Liberal y defender la participación del clero católico en política. En el Congreso llegó a presidir tanto la Cámara de Representantes (1919) como el Senado de la República.
En 1928 fue nombrado como Ministro de Obras Públicas en el gabinete del presidente Miguel Abadía Méndez, ocupando el puesto hasta 1929. En el sector público también se desempeñó como ingeniero de caminos en el occidente de Cundinamarca y administrador de la mina de sal en Chita; por otra parte, declinó una designación como Gobernador de Boyacá.
Junto con su hermano fundó el periódico de orientación conservadora El Derecho, fue director del periódico El Conservador y también fundó la Revista de Ingeniería de Bogotá. Así mismo, fue miembro de la Academia Boyacense de Historia, realizó múltiples artículos sobre los límites entre Boyacá y Cundinamarca, además de publicar sus intervenciones en el Congreso y una recopilación de los programas conservadores entre 1849 y 1937.
A lo largo de su vida se ganó fama de repartir dinero entre viudas y huérfanos y de auxiliar a los estudiantes en colegios religiosos de Boyacá. Testó sus bienes a los jesuitas para la construcción de un edificio para Colegio José Joaquín Ortiz de Tunja. Falleció en Bogotá, en octubre de 1942.